# 色谱学史
色谱法的历史起源于19 世纪中叶，至今仍在发展。
色谱法，字面意思是“颜色书写”，在 20 世纪的第一个十年中被使用并命名，主要用于分离植物色素，例如叶绿素（绿色）和类胡萝卜素（橙色和黄色） 。 
1930 年代和1940 年代开发的新型色谱法使该技术可用于广泛的分离过程和化学分析任务，特别是在生物化学领域。

### 弗里德利布·龙格
色谱法的最早使用是将混合物通过惰性材料，根据吸附差异来分离溶液成分，有时归功于德国化学家弗里德利布·费迪南德·龙格，他在1855年描述了使用纸张来分析染料。 
弗里德利布·费迪南德·龙格将不同无机化学物质的斑点滴到已经浸有另一种化学物质的滤纸圆上，不同化学物质之间的反应产生了独特的颜色图案。 
然而，根据莱斯利·斯蒂芬·埃特的分析，龙格的工作“与色谱法无关”，龙格应被视为希夫测试等化学点测试的先驱。 

### 克里斯提安·尚班
1860 年代，克里斯提安·弗里德里希·尚班和他的学生弗里德里希·构培召德（ Friedrich Goppelsroeder ）首次尝试研究不同物质通过滤纸的不同速率。 
尚班认为毛细管作用是造成这种运动的原因，他将这种技术称为毛细管分析技术，而 弗里德里希·构培召德在他的职业生涯中大部分时间都在使用毛细管分析来测试各种物质的运动速率。  
与现代纸色谱不同，毛细管分析使用被分析物质的储库，创建溶液成分的重叠区域，而不是单独的点或带。毛细管分析的工作一直持续到 20 世纪，但技术上并没有太多发展。  

### 拉斐尔·李泽刚
相对于构培召德方法的第一个重大进步来自拉斐尔·爱德华·李泽刚的工作：1927 年，他将滤纸条放入密闭容器中，其中空气被溶剂饱和；1943 年，他开始使用吸附在滤纸上的离散样品点，将其浸入滤纸中。 纯溶剂实现分离。  
这种方法与现代纸色谱法本质上相同，是在阿彻·马丁及其合作者的独立且更具影响力的工作之前发表的，该工作开创了纸色谱法的广泛使用。   

### 大卫·塔尔博特·戴
1897 年，当时在美国地质调查局任职的美国化学家大卫·塔尔博特·戴 (1859-1915) 观察到，原油在向上渗透细碎的粘土或石灰石时会产生色带。1900年，他在巴黎举行的第一届国际石油大会上报告了他的发现，引起了轰动。  

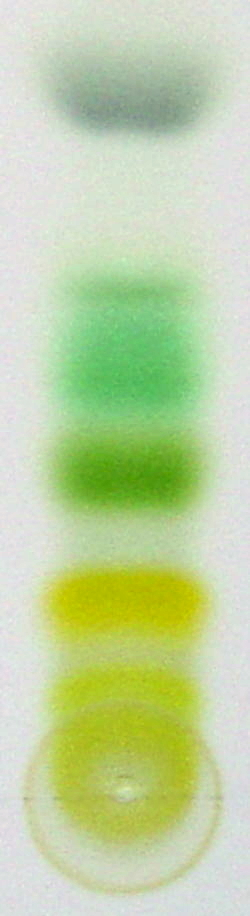
薄层色谱法用于分离植物萃取物的色素成分

第一个真正的色谱法通常归功于俄罗斯-意大利植物学家米哈伊尔·茨维特（Mikhail Tsvet）。 
茨维特将他对滤纸萃取的观察结果应用于 1890 年代开发的用于分离石油成分的柱分馏新方法。 他使用含有碳酸钙的液体吸附柱来分离黄色、橙色和绿色植物色素，今天分别称为叶黄素、胡萝卜素和叶绿素。 
1901 年 12 月 30 日，在圣彼得堡举行的第 11 届自然学家和医生大会 (XI съезд естествоиспытателей и врачей) 上介绍了该方法，1903 年，发表在《华沙博物学家协会会刊》的生物学部分。 
1906 年，茨维特在德国《植物学杂志》上发表的两篇关于叶绿素的论文中首次使用了色谱一词。 
1907 年，茨维特向德国植物学会展示了他的色谱仪。 茨维特的姓氏“Цвет”在俄语中的意思是“颜色” 。
在 1903 年的一次演讲（1905 年发表）中，茨维特还描述了在植物色素实验中使用滤纸来模拟植物纤维的特性——这是纸色谱法的前身。 
茨维特发现他可以用非极性溶剂从叶子中提取一些色素（如橙色胡萝卜素和黄色叶黄素），但其他色素（如叶绿素）则需要极性溶剂。 
茨维特推断叶绿素通过吸附作用被固定在植物组织上，并且需要极性更强的溶剂来克服吸附作用。 
为了测试这一点，茨维特将溶解的颜料涂在滤纸上，让溶剂蒸发，然后使用不同的溶剂，看看哪种溶剂可以从滤纸上提取颜料。 茨维特发现了与叶子提取相同的模式：可以使用非极性溶剂从滤纸中提取胡萝卜素，但叶绿素需要极性溶剂。 
茨维特的柱色谱法直到20世纪30年代才得到应用。
在茨维特的工作之后，色谱学研究方法变化不大。
直到 20 世纪中叶出现大量色谱新技术。这尤其要归功于阿彻·约翰·波特·马丁 (Archer John Porter Martin) 和理查德·劳伦斯·米林顿·辛格 (Richard Laurence Millington Synge) 的工作。 
通过“色谱法和逆流溶剂萃取这两种技术的结合”，马丁和辛格开发了分配色谱法来分离化学品，两种液体溶剂之间的分配系数仅存在微小差异。
阿彻·约翰·波特·马丁此前一直从事维生素化学工作（包括尝试纯化维生素 E），于 1938 年开始与理查德·劳伦斯·米林顿·辛格 合作，将他在设备设计方面的经验带到理查德·劳伦斯·米林顿·辛格的氨基酸分离项目中。 
在使用复杂的逆流萃取机和液体沿相反方向移动的液-液色谱方法进行实验失败后，马丁想到了在柱中使用硅胶来保持水静止，同时有机溶剂流过柱的想法。 
阿彻·约翰·波特·马丁和理查德·劳伦斯·米林顿·辛格通过添加甲基红分离柱中标记的氨基酸，证明了该方法的潜力。
在 1941 年开始的一系列出版物中，他们描述了越来越强大的分离氨基酸和其他有机化学品的方法。 
为了寻求更好、更简单的方法来鉴定肽的氨基酸成分，阿彻·约翰·波特·马丁和理查德·劳伦斯·米林顿·辛格也转向了其他色谱介质。 
1943 年的一篇简短摘要和 1944 年的一篇详细文章描述了使用滤纸作为固定相对氨基酸进行色谱分析：纸色谱法。 
到 1947 年，阿彻·约翰·波特·马丁、理查德·劳伦斯·米林顿·辛格和他们的合作者已经应用这种方法（以及 Fred Sanger 的用于识别 N 末端残基的试剂）来确定短杆菌肽 S 的五肽序列。
这些纸色谱法也是弗雷德里克·桑格确定短杆菌肽序列的基础，胰岛素的氨基酸序列。

### 气相色谱
阿彻·约翰·波特·马丁与安东尼·詹姆斯 (Anthony T. James) 合作，从 1949 年开始继续开发气相色谱法（马丁和辛格在 1941 年具有里程碑意义的论文中预测了其原理）。
1952 年，阿彻·约翰·波特·马丁在诺贝尔奖演讲时， 宣布通过气相色谱法成功分离多种天然化合物，并因其早期的色谱工作而获得化学奖（与理查德·劳伦斯·米林顿·辛格分享）。 此前，艾莉卡·克雷默（Erika Cremer）于1944年奠定了气相色谱的理论基础。
奥地利化学家Fritz Prior在Erika Cremer的指导下于1947年建造了第一台气相色谱仪原型，并于1947年实现了氧气和二氧化碳的分离，这是他的博士学位研究。 
气相色谱法用于分离有机化合物的简便性和效率促进了该方法的快速采用，以及用于分析输出的新检测方法的快速发展。 
N. H. Ray 在 1954 年描述的热导检测器是其他几种方法的基础：J. Harley、W. Nel 和 V. Pretorius 在 1958 年描述了火焰离子化检测器，并且 James Lovelock 介绍了那年也是电子捕获探测器。
其他人在20世纪50年代末将质谱仪引入气相色谱法。 

### 液相色谱
阿彻·约翰·波特·马丁和理查德·劳伦斯·米林顿·辛格的工作也为高效液相色谱奠定了基础，表明小吸附剂颗粒和压力可以产生快速液相色谱技术。
到20世纪60年代末，这种方法已得到广泛应用（该方法早在 1960 年就被用于分离氨基酸）。 
薄层色谱的首次发展发生在 20 世纪 40 年代，在引入相对较大的板和相对稳定的吸附剂层材料后，技术在 20 世纪 50 年代迅速发展。 
1. ↑  . www.etymonline.com.   [2024-04-10]. （原始内容存档于2024-05-07） （英语）.
2. ↑  Sandner, Malte. . AEA Randomized Controlled Trials. 2019-12-23  [2024-04-10].
3. ↑  . Chromatographia. 2010-07-11, 72 (3-4). ISSN 0009-5893. doi:10.1365/s10337-010-1681-z.
4. ↑  Schönbein, C. F. . Journal für Praktische Chemie. 1861-01, 84 (1). ISSN 0021-8383. doi:10.1002/prac.18610840148.
5. ↑  Goppelsröder, F. . Annalen der Physik. 1862-01, 191 (3). ISSN 0003-3804. doi:10.1002/andp.18621910308.
6. ↑  . Zeitschrift für anorganische Chemie. 1902-04-03, 30 (1). ISSN 0863-1778. doi:10.1002/zaac.19020300118.
7. ↑  Varadi, P. F.; Ettre, Kitty. . Analytical Chemistry. 1963-03-01, 35 (3). ISSN 0003-2700. doi:10.1021/ac60196a045.
8. ↑  . . De Gruyter. 1928-12-31: 321–325.
9. ↑  Liesegang, Raphael Ed. . Zeitschrift für analytische Chemie. 1943-05-01, 126 (5). ISSN 1618-2650. doi:10.1007/BF01391549 （德语）.
10. ↑  Liesegang, Raphael Ed. . Zeitschrift für analytische Chemie. 1943-09-01, 126 (9). ISSN 1618-2650. doi:10.1007/BF01461120 （德语）.
11. ↑  Liesegang, R. Ed. . Naturwissenschaften. 1943-07-01, 31 (29). ISSN 1432-1904. doi:10.1007/BF01475425 （德语）.
12. ↑  . Wikipedia. 2024-03-25 （英语）.
13. ↑  Martin, J. . HydroShare Resources. 2021-08-25  [2024-04-10].
14. ↑  Schreider, Eugène. . Bulletins et Mémoires de la Société d'anthropologie de Paris. 1971, 7 (2). ISSN 0037-8984. doi:10.3406/bmsap.1971.2013.
15. ↑  Ettre, L. S. . Chromatographia. 1995-02, 40 (3-4). ISSN 0009-5893. doi:10.1007/BF02272173 （英语）.
16. ↑  Ettre, L. S. . Chromatographia. 1984-07, 18 (7). ISSN 0009-5893. doi:10.1007/bf02262493.
17. ↑  Weik, Martin H. . . Boston, MA: Springer US. 2000: 359–359.
18. ↑  Beentjes, P.C.; Beentjes, P.C.; Beentjes, P.C.; Beentjes, P.C.; Koet, Bart J.; Koet, Bart J.; van Ruiten, J.T.A.G.M.; Parmentier, Martin; Parmentier, Martin; Parmentier, Martin; Parmentier, Martin. . Bijdragen. 1995-01, 56 (1). ISSN 0006-2278. doi:10.1080/00062278.1995.10739603.
19. ↑  Ettre, L.S. . Journal of Chromatography A. 1960-01, 4. ISSN 0021-9673. doi:10.1016/s0021-9673(01)98389-x.
20. ↑  Martin, A. J. P.; Synge, R. L. M. . Biochemical Journal. 1941-01-01, 35 (1-2). ISSN 0306-3283. PMC 1265473 . PMID 16747393. doi:10.1042/bj0350091.
21. ↑  Uhlig, Stefan; Martin, Christian. . . Berlin, Heidelberg: Springer Berlin Heidelberg. : 362–366.
22. ↑  Martin, A. J. P.; Synge, R. L. M. . Biochemical Journal. 1941-12-01, 35 (12). ISSN 0306-3283. PMC 1265645 . PMID 16747422. doi:10.1042/bj0351358.
23. ↑  Whelan, William J. . The FASEB Journal. 1995-02, 9 (2). ISSN 0892-6638. doi:10.1096/fasebj.9.2.7781933 （英语）.
24. ↑  Sanger, Frederick. . Annual Review of Biochemistry. 1988-06, 57 (1)  [2024-04-10]. ISSN 0066-4154. doi:10.1146/annurev.bi.57.070188.000245. （原始内容存档于2022-10-15） （英语）.
25. ↑  MacMahon, Timothy; Chace, Mark. . Journal of the American Society for Mass Spectrometry. 1994-04-01, 5 (4). ISSN 1044-0305. doi:10.1016/1044-0305(94)85020-8.
26. ↑  Poole, C. F. .  1st. Amsterdam Boston: Elsevier. 2012. ISBN 978-0-12-385540-4.
27. ↑  LESNEY, MARK S. . Pediatric News. 2005-04, 39 (4). ISSN 0031-398X. doi:10.1016/s0031-398x(05)70090-4.
28. ↑  Ettre, Leslie S; Hinshaw, John V. . . PUBLISHED BY IMPERIAL COLLEGE PRESS AND DISTRIBUTED BY WORLD SCIENTIFIC PUBLISHING CO. 2008-06  [2024-04-10]. ISBN 978-1-86094-943-2. doi:10.1142/p529. （原始内容存档于2023-05-25） （英语）.
29. ↑  . . Oxford University Press. 2023-03-02.
30. ↑  . . Dordrecht: Kluwer Academic Publishers. : 1655–1656.
31. ↑  . . Berlin, Heidelberg: Springer Berlin Heidelberg. : 1651–1652.